# Gafas protectoras

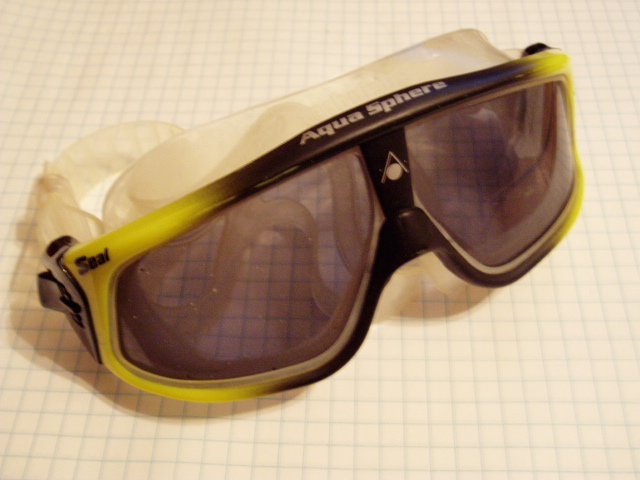
Gafas acuáticas.

a-Las gafas protectoras, antiparras o goggles son un tipo de anteojos protectores que normalmente se usan para evitar la entrada de materiales, como por ejemplo la madera, trozos de metales, agua o productos químicos en los ojos. Se usan en laboratorios de química y carpintería. También se usan en deportes de invierno así como en natación. Las gafas protectoras comúnmente se usan al trabajar con herramientas, como taladros o motosierras, es decir herramientas que sueltan virutas que pueden ser peligrosas para el ojo humano. Existen varios tipos de gafas protectoras para diferentes usos.

## Tipos
Los requerimientos para las gafas protectoras varían según su uso, algunos ejemplos son: 
- Para frío: La mayoría de las gafas protectoras modernas para frío tienen dos capas de lentes para evitar que el interior se empañe. Con una sola lente, el vapor interior se condensa en las lentes porque estas están más frías que el vapor, aunque existen productos antiniebla que mejoran el rendimiento. La lógica de poner doble lente es que la lente interior se encontrara caliente mientras que la exterior estará fría. Mientras la temperatura de la lente interior este cerca a la del vapor interno, el vapor no se condensara, pero si el vapor se cuela entre las capas de las lentes, la condensación puede ocurrir y es casi imposible de eliminar; por lo tanto las lentes deben estar correctamente construidas y selladas para prevenir que vapor se cuele.
- Natación: Estas deben de ser correctamente selladas para evitar que el agua, como agua salada al nadar en el océano, o agua con cloro al nadar en piscinas, se cuele e irrite los ojos, por lo tanto permiten ver claramente bajo el agua. Solo pueden ser usadas pocos metros bajo la superficie, debido a que cuanto más profundo se encuentren más será la presión sobre la cara.
- Herramientas: Deben de ser hechas de un material irrompible que prevenga que pedazos de metal, madera, plástico, cemento, etc. golpeen los ojos. Usualmente tienen algún tipo de ventilación para evitar que se genere sudor dentro y nuble los lentes.
- Soldadura: Estas son oscuras y protegen los ojos del fuego y partículas de metal que saltan a la hora de soldar. No son tan oscuras como las lentes utilizados en los cascos para soldar.
- Gafas para eclipse: Gafas de papel con filtros solares que protegen la vista y permite mirar directamente al sol durante un eclipse solar.
- Motociclismo: Previenen insectos, polvo y demás cosas de golpear los ojos del conductor.
- Laboratorio: Combinan resistencia a impactos junto con protección lateral para evitar el salpiqueo de químicos en los ojos. También pueden incluir protección antilaser.
- Deportes de invierno: Protegen los ojos del deslumbramiento o de partículas de hielo volando por el aire.
- Oscuridad: Estos se utilizan en la astronomía y meteorología para adaptar los ojos a la oscuridad para observar mejor.
- Gafas deportivas: Varios jugadores de diferente deporte usan gafas durante el juego. Esto es para evitar impactos en los ojos, se han sometido a una operación de vista o porque requieren gafas correctoras.
- Aviación: En aviones de cabina abierta, estas gafas protectoras se usan para evitar que el aire golpee la cara del aviador y pueda obstruir su vista.
- Bronceado:  Se usan en las camas solares para proteger los ojos de la radiación violeta. Se mantienen en un frasco con alcohol por lo cual no se deben exponer al calor extremo.
- Tiro deportivo. La Federación Internacional de Tiro Deportivo «recomienda a todos los tiradores el uso de gafas de tiro inastillables o cualquier protección similar para los ojos mientras disparen».[1]